# آدم وارن
آدم وارن (بالإنجليزية: Adam Warren)‏ هو لاعب اتحاد الرغبي بريطاني، ولد في 7 مارس 1991 في Burry Port ‏ في المملكة المتحدة.